# Espiritismo
El espiritismo (del francés, spiritisme) es una doctrina originada en Francia a mediados del siglo XIX, cuyo máximo exponente ha sido Allan Kardec (1804-1869). Esta doctrina establece como principios la inmortalidad del alma, naturaleza de los espíritus y sus relaciones con los hombres, las leyes morales, la vida presente, la vida futura y el porvenir de la humanidad, según la enseñanza dada por los espíritus  superiores con la ayuda de diversos médiums. 
Kardec definió al espiritismo como la ciencia que estudia la naturaleza, origen y destino de los espíritus, además de su relación con el mundo corporal y como filosofía, ya que estudia las consecuencias morales que resultan de esas relaciones.
Los espiritistas también son conocidos por influir y promover un movimiento de asistencia social y filantropía. La doctrina fue influenciada por el socialismo utópico, el mesmerismo y el positivismo y tuvo una fuerte influencia en varias otras corrientes religiosas, como la santería, la umbanda y los movimientos de la Nueva Era.
Los conceptos o doctrinas espiritistas tienen seguidores en varios países del mundo, tales como Alemania, Argentina, Brasil (el país con la mayor cantidad de espiritistas), Paraguay, Colombia, Cuba, España, Estados Unidos, Francia, Haití, Japón, Perú, Portugal, Panamá, Puerto Rico, Reino Unido, Uruguay, Chile, Ecuador y Venezuela.

## Etimología del término «espiritismo»

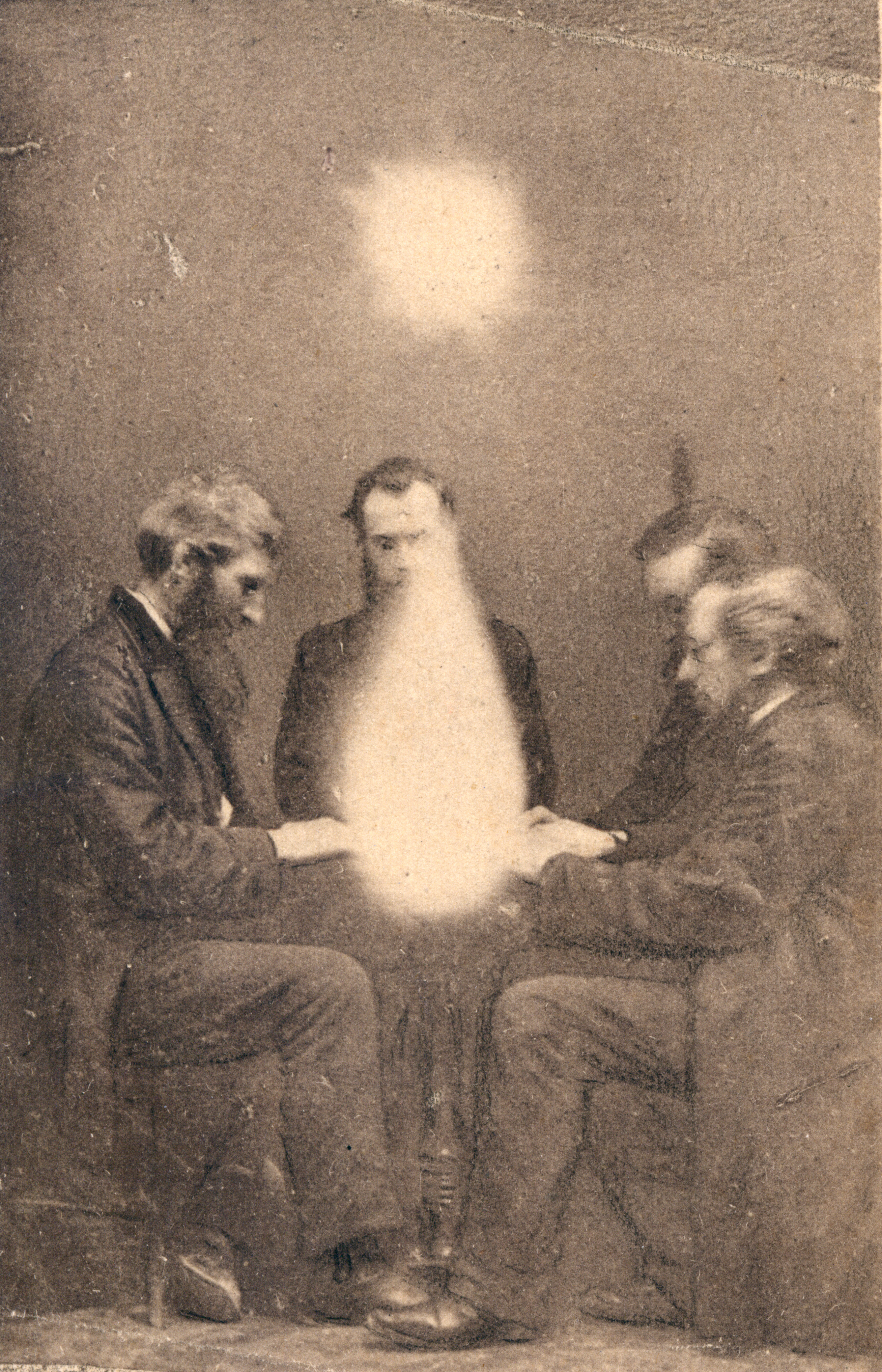
Supuesta aparición luminosa durante una sesión espiritista conducida por el médium John Beattie en Bristol, Inglaterra, en 1872.

Hasta hace poco diversos autores sostenían que el término «espiritismo» (del francés spiritisme, de spirit: ‘espíritu’; e isme: ‘doctrina’) surgió como un neologismo (o más precisamente un porte-manteau), creado por el francés Allán Kardec, para nombrar específicamente la doctrina de los espíritus, presentada por él en El libro de los espíritus (1857).
Kardec utilizó el término en la introducción de su Libro de los espíritus. Sin embargo, el historiador puertorriqueño Gerardo Alberto Hernández Aponte, quien es uno de los más importantes especialistas en la historia del espiritismo, descubrió y documentó que el término procede del espiritualismo y existía al menos desde 1853.
Muchos espiritistas hispanohablantes prefieren nombrar a la doctrina y a sí mismos con la palabra portuguesa espírita (y no «espiritista»), que introdujo el traductor español Fernando Colavidas[cita requerida] en las primeras traducciones de la obra del francés al español.

### Diferencias entre el espiritismo francés y el inglés
Vale la pena considerar también que el spiritisme francés y el spiritism inglés formaron instituciones independientes, aunque prácticamente iguales en sus principios, y ambos términos se traducen al español indistintamente como espiritismo. En la actualidad el spiritism inglés es totalmente indistinguible del spiritisme francés.[cita requerida]
Sin embargo, la utilización del término, cuya raíz es común a diversas naciones occidentales de origen latino o anglosajón, hizo que fuese incorporado rápidamente al uso cotidiano para designar todo lo que tenía relación con la comunicación con los espíritus. Así, por espiritismo se identifica hoy a las varias doctrinas religiosas y filosóficas que creen en la supervivencia del espíritu (alma) después de la muerte del cuerpo físico y, principalmente, en la posibilidad de comunicarse con ellos, casual o deliberadamente, por evocaciones o de forma natural.
De este modo la palabra se emplea para referirse a dos conceptos: el espiritismo como contacto con los espíritus y como la creencia que define el origen, el destino y la naturaleza de los espíritus.

## Símbolo de la doctrina
La cepa de vid, como Allan Kardec la describe en su primer libro, es considerada el símbolo de la doctrina. Según el autor, los propios espíritus le encomendaron utilizarla.

”Pondrás en el encabezamiento del libro la cepa de vid que hemos dibujado porque es el emblema del trabajo del Creador. Los principios materiales que mejor pueden representar al cuerpo y al espíritu se encuentran reunidos en ella: el cuerpo es la cepa; el espíritu es el licor; el alma, o espíritu unido a la materia, es el grano. El hombre quintaesencia el espíritu por medio del trabajo, y tú sabes que sólo por el trabajo del cuerpo el espíritu adquiere conocimientos”.
El libro de los espíritus - 1857

## Conceptos

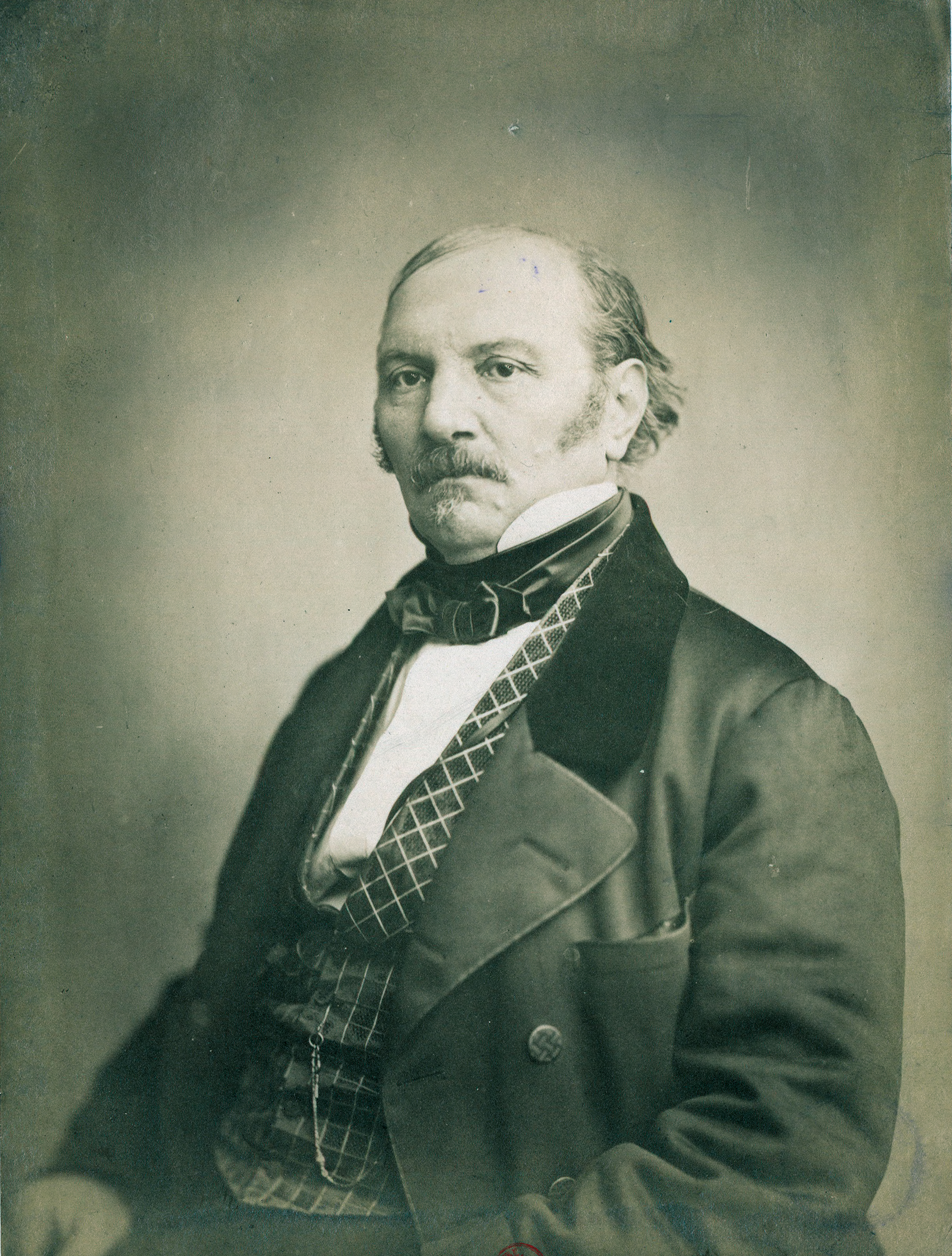
Allan Kardec (1804-1869). Conocido como el «codificador del espiritismo».

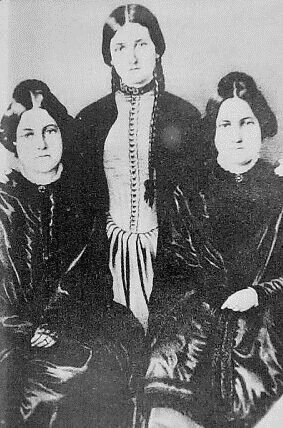
Hermanas Fox: Leah (1814-90), Margaretta (1836-93), y Catherine (1838-92).

Los principios del espiritismo contenidos en sus obras fundamentales son:
- La existencia y unicidad de Dios como primera causa inteligente. Dios es eterno, inmutable, inmaterial, único, todopoderoso y soberanamente justo y bueno.
- La existencia de espíritus, seres individuales creado por Dios, que son los seres inteligentes de la creación. Pueblan el Universo fuera del mundo material. Sempiternos, con predisposición hacia la inteligencia, aptitud que desarrollan al evolucionar. Para encarnar en un mundo material, el espíritu se une a un cuerpo físico por medio de su periespíritu (envoltura semimaterial que rodea al espíritu).
- Comunicabilidad espiritual (mediumnidad): El ser humano, denominado también alma o espíritu encarnado, puede comunicarse con espíritus desencarnados (entre ellos, espíritus correspondientes a fallecidos terrestres) a través de algún médium. El ejercicio medianímico requiere un cuerpo material, por lo que solo los encarnados pueden ser médiums.
- Ley de causa y efecto: Es el mecanismo de retribución ética universal a todos los espíritus según el cual nuestra condición actual es el resultado de nuestros actos y decisiones pasadas. La purificación de una falta se realiza mediante el arrepentimiento y la expiación necesaria para la corrección.
- Reencarnación: Es el proceso natural que permite al espíritu volver a encarnar como humano con el fin de evolucionar (sea para perfeccionarse en virtudes, para expiar faltas pasadas, para ayudar a sus semejantes a progresar, etc.). Por evolución intelectual, el humano solo puede reencarnar como humano, pero tanto en hombre como mujer.
- Dinamismo en la vida espiritual: Los goces o penas relativos después de desencarnar los determina el estado de la conciencia del individuo, que concibe su porvenir en algún mundo afín a su estado vibratorio.[23] Aun así, el ser tiende a la felicidad eterna por la misma eterna evolución que va desarrollando.
- Pluralidad de mundos habitados: La Tierra no es el único planeta con vida en el universo. El espíritu encarna en diferentes planetas, progresando en todos los aspectos.
- Responsabilidad individual: El estado de la vida presente del ser es debida únicamente a sí mismo. El mismo espíritu es quien, antes de encarnar, elige las pruebas y circunstancias por las que pasará, consolidando así la ley del libre arbitrio. Dios no establece premios o castigos individuales, pero sí leyes universales desde la eternidad.
- Igualdad espiritual: Dios no privilegia a ningún espíritu, creándolos a todos simples e ignorantes, pero destinados invariablemente a la perfección, con aptitudes idénticas para el bien o para el mal según su libre albedrío.[24]
- La conciencia como libro de vida: Las decisiones buenas solo surgen del sentido común dictado por la conciencia junto a la inteligencia, esto es, las intenciones verdaderas de bien común.
- Universalidad de la filosofía: La relación humana-espiritual no necesita ninguna mediación institucional. Una espiritualidad natural es suficiente e incluso más apropiada para la realización del ser. Por ello, el espiritismo carece de rituales, culto, templos o personas con privilegios religiosos.
- En el espiritismo no existen ángeles o demonios entendidos como seres de una naturaleza diferente al alma humana. Los ángeles o demonios tienen todos el mismo origen espiritual y evolucionan o no hacia la perfección por decisión propia. No fueron creados perfectos por Dios y luego cayeron, sino que evolucionaron desde el mismo estado que las almas humanas, con las que comparten naturaleza. En este sentido los demonios no son ángeles caídos, sino seres espiritualmente involucionados.

Nota: Jesús de Nazareth es considerado, aunque humano, el mayor modelo a seguir por su legado moral. Su desnaturalización divina lo define merecedor de su evolución por medio de su propio esfuerzo, condición necesaria a todo espíritu para progresar. De hecho, cualquier espíritu que refleje una gran vida moral, puede considerarse ejemplo a seguir (Sócrates, por ejemplo).

## Características de las reuniones espiritistas

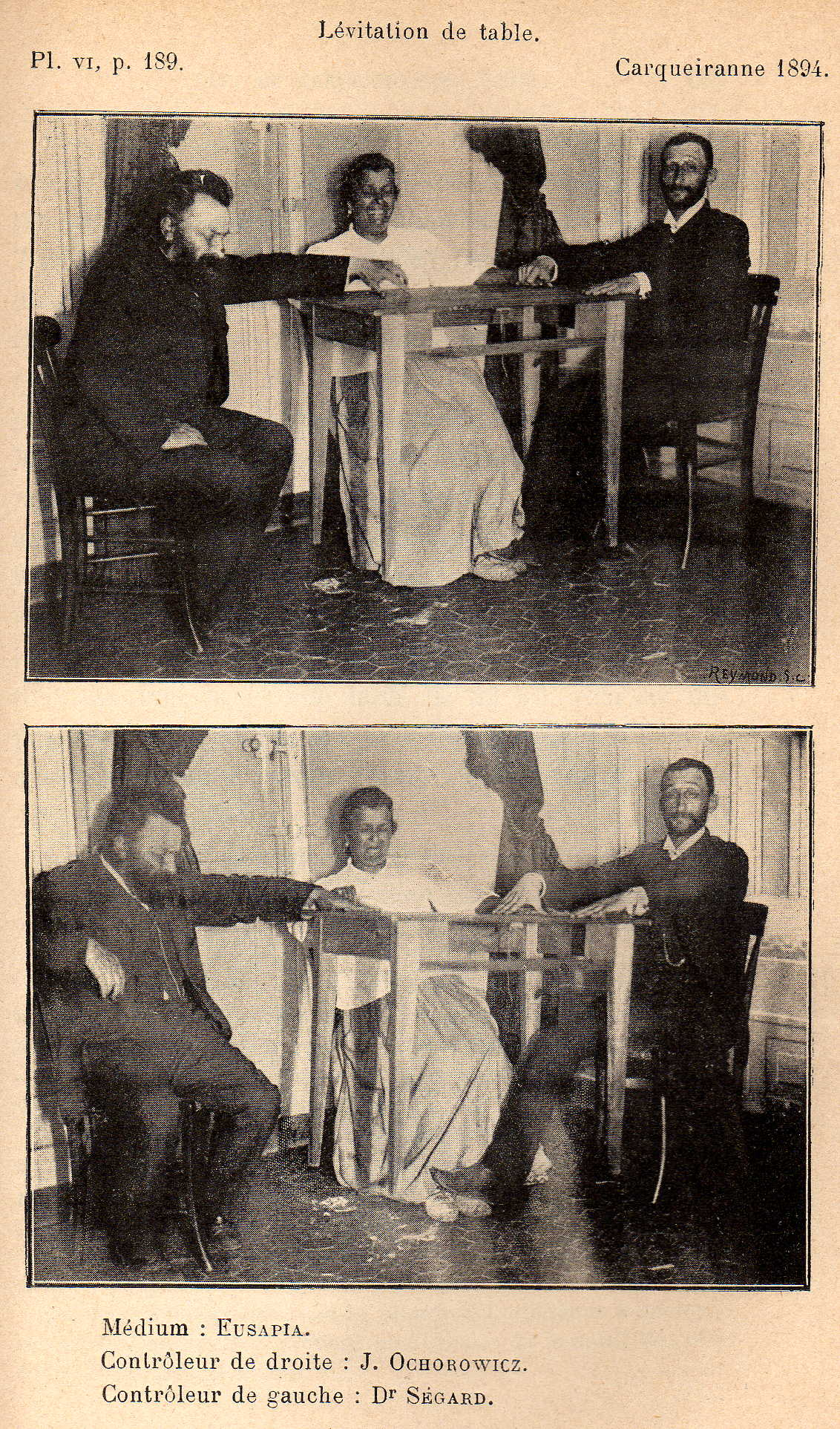
Fotografía de una médium en una sesión espiritista con dos hombres en el.

Si se compara el modelo espírita con las características generales de los sistemas religiosos más comunes, encontramos que la reunión espiritista reúne las siguientes características:
- Ausencia de jerarquía sacerdotal.
- Ausencia de culto a imágenes, altares, etc.
- Ausencia de cualquier ritual o sacramento: bautismo, casamiento, etc.
- Incentivo al respeto y tolerancia de todas las religiones. Muchos espiritistas lo consideran su «segunda religión».
- La práctica espiritista es gratuita y sin ánimo de lucro, aunque la participación en las instituciones espíritas se ajusta a los parámetros comunes a toda asociación civil.

De acuerdo a las legislaciones de cada país, las instituciones espíritas se adecúan a sus leyes internas para asociaciones civiles u otros marcos legales.[cita requerida]
Si se toma el modelo de la ciencia, podría considerarse que la reunión espírita en la que se desarrolla el método mediúmnico, reúne las siguientes características:
- Es empírica en la medida que parte de la consideración de un fenómeno corriente denominado «fenómeno mediúmnico» o «fenómeno espírita», que debe ser diferenciado de manifestaciones similares en las que intervienen estados alterados de conciencia, o el animismo.
- Existe una hipótesis sobre el fenómeno espiritista, que lo comprende y lo incluye en un sistema.
- Existe un método mediúmnico, que permite operar e intervenir sobre el fenómeno.
- Existe experimentación.

Estos aspectos suelen estar implícitos en general, ya que la doctrina espiritista no la ha desarrollado un solo científico que la respalde.

## Obras básicas

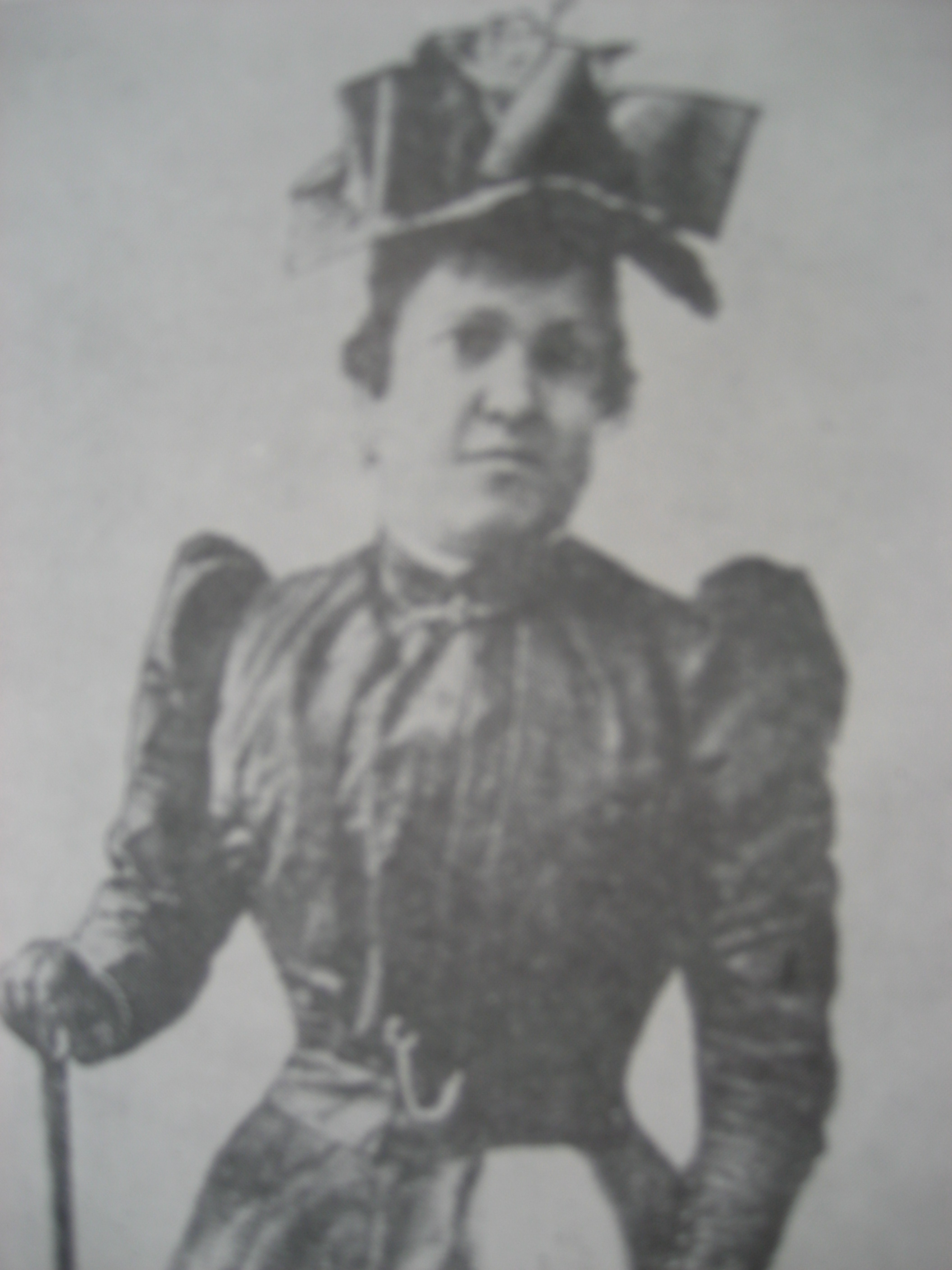
Eusapia Paladino (1854-1918). Médium italiana.

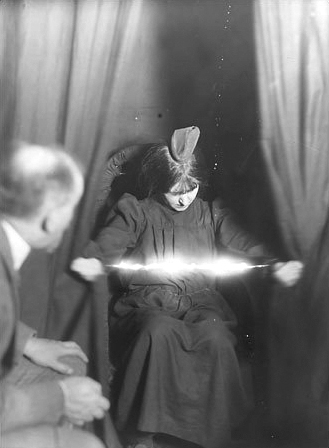
Un supuesto ectoplasma luminoso en manos de la médium Eva Carrière.

El espiritismo cuenta con un corpus de escritos básicos. Los historiadores Henri Sausse, Francisco Thiesen y Zêus Wantuil coinciden con lo dicho por el codificador Allán Kardec, el cual afirmaba no haber sido el autor intelectual de la mayor parte de lo contenido en las obras básicas. Recibió en 1855 de Carlotti y de un grupo de seguidores, de distintas partes del mundo, 50 cuadernos conteniendo relatos de experiencias y comunicaciones mediúmnicas diversas, obtenidas a través de diversos médiums, de almas que se decían personas muertas. Allán Kardec analizó, ordenó y completó, con la información concordante obtenida de los espíritus «a través de diversos médiums, desconocidos entre sí, y en distintas partes del mundo», organizando estos trabajos en cinco obras, consideradas básicas para el espiritismo.
Los espiritistas reconocen a Allán Kardec como el codificador de la doctrina espiritista, no como el creador de la misma.
Los espiritistas consideran que los autores de la mayor parte de los textos espiritistas no han sido los médiums, sino los propios espíritus de personas muertas (que los espiritistas llaman «personas desencarnadas»).
Las cinco obras básicas, conocidas como «Pentateuco kardequista», son:

### «El libro de los espíritus»
Primera edición: 18 de abril de 1857
En la primera página se lee: «Contiene: los principios de la doctrina espiritista. Sobre la inmortalidad del alma, la naturaleza de los espíritus y sus relaciones con los hombres, las leyes morales, la vida presente, la vida futura y el porvenir de la humanidad, según la enseñanza dada por los espíritus superiores con la ayuda de diversos médiums. Recopilada y puesta en orden por Allán Kardec».
Este libro se ordena en forma de preguntas y respuestas, abarcando los más diversos temas con sus 1018 preguntas.

### «El libro de los médiums»
Primera edición: enero de 1861
En la portada se establece su contenido: «Guía de los médiums y de los evocadores. Contiene la enseñanza de los espíritus sobre la teoría de todos los géneros de manifestaciones, los medios de comunicarse con el mundo invisible, el desarrollo de la mediumnidad, las dificultades y los escollos que se pueden encontrar en la práctica del espiritismo. Continuación de El libro de los espíritus, por Allán Kardec».
Esta obra trata de las manifestaciones espiritistas y de los médiums, por tanto, de la parte fenoménica del espiritismo, y lo caracteriza como «ciencia» de observación que analiza las relaciones entre el mundo corpóreo y el mundo invisible o espiritual.

### «El Evangelio según el espiritismo»
Primera edición: abril de 1864
«Contiene la explicación de las máximas morales de Cristo, su concordancia con el espiritismo y su aplicación a las diversas posiciones de la vida».
En su contratapa de la edición moderna (2001) se lee: «Esta obra define la esencia religiosa de la doctrina espírita, como verdadero cristianismo, restaurado por la interpretación que los espíritus dieron a los textos evangélicos. Ella muestra el poder del amor en las más diversas situaciones de la vida, cuando dejamos que ese sentimiento divino guíe nuestras manos y nuestros pasos, para servir al prójimo, resultando de ello que todo se equilibre a nuestro alrededor».

### «El cielo y el infierno»
Título original: El cielo y el infierno o la justicia divina según el espiritismo
Primera edición: agosto de 1865
«Contiene: El examen comparado de las doctrinas sobre el tránsito de la vida corporal a la vida espiritual, las penas y las recompensas futuras, los ángeles y los demonios, las penas eternas, etc., seguido de numerosos ejemplos sobre la situación real del alma durante y después de la muerte. Además entre otros como la revista espírita y algunos otros literarios en su doctrina espiritista».
¿Cuál es el destino del hombre después de la muerte física? ¿Cuáles serían las causas del temor a la muerte? ¿Existen el Cielo y el Infierno? ¿Merece crédito la antigua creencia en los ángeles y demonios? ¿Cómo procede la justicia divina? Estas y otras cuestiones relacionadas son debidamente esclarecidas, en la primera parte de esta obra, a la luz de la lógica y de las enseñanzas de los espíritus. En la segunda parte, titulada «Ejemplos» Kardec registra numerosas comunicaciones de espíritus: clasificados por categorías, tales como: felices, sufridores, arrepentidos, endurecidos y suicidas- que ejemplifican la doctrina expuesta anteriormente.

### «La Génesis»
Título original: La génesis, los milagros y las profecías según el espiritismo.
Primera edición: enero de 1868.
Trata asuntos como: Dios y la visión de los hombres sobre su existencia y naturaleza, la Providencia divina, el bien y el mal, el espacio y el tiempo, la formación de los mundos, la génesis orgánica y la génesis espiritual, los milagros y su explicación, la superioridad de la naturaleza de Jesús y la desaparición de su cuerpo, y muchos otros asuntos.

## Historia

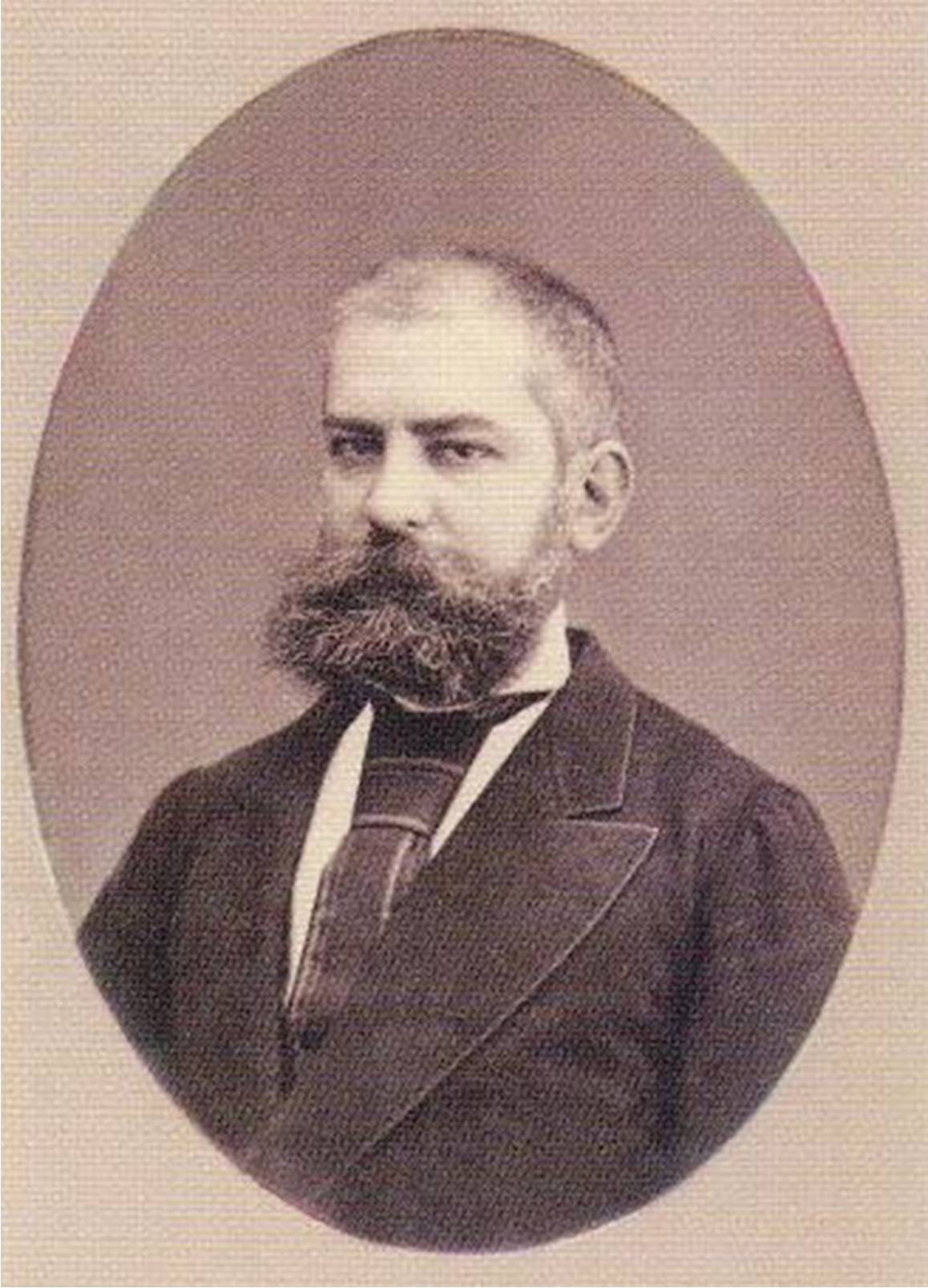
Luis Francisco Benítez de Lugo y Benítez de Lugo (1837-1876). Noble español, pionero del espiritismo en España.

### Antecedentes
Desde la Antigüedad la humanidad ha creído posible comunicarse con los espíritus de los muertos. 
Durante la Edad Media, la creencia de que los espíritus regresaban al mundo de los vivos multiplicaron los cuentos de fantasmas. En Hamlet, el dramaturgo William Shakespeare presenta al fantasma de un rey asesinado que regresa para solicitar venganza al protagonista, su hijo. Ese tipo de aparición presenta una práctica propiamente espiritista para establecer la comunicación con los muertos.

### El espiritismo en elsigloXIX

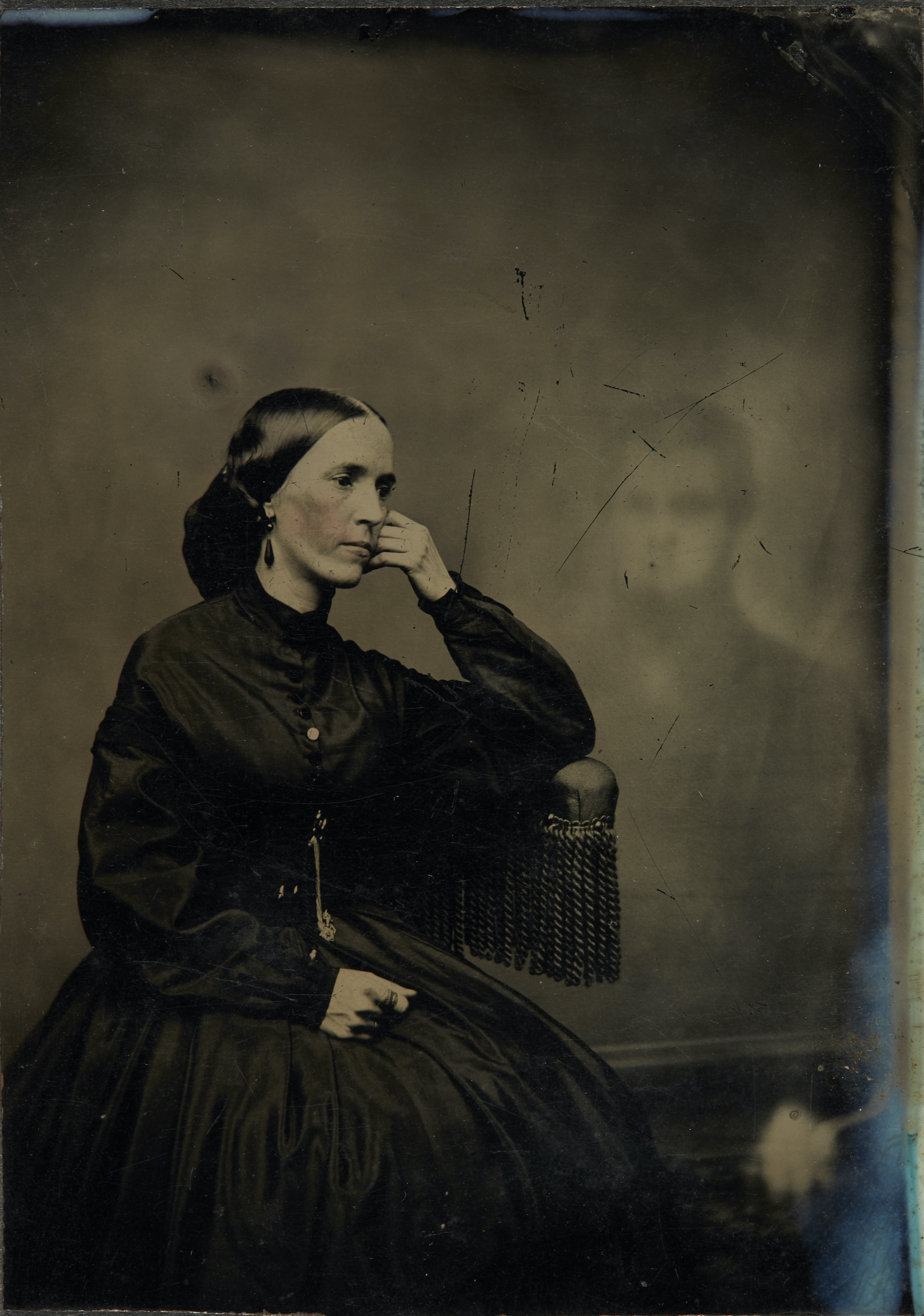
"Fotografía espiritual" de una mujer y un fantasma (1865).

En el año 1854, en París, Francia, el espiritista Allan Kardec se dedicó al estudio de fenómenos paranormales, en particular, a las manifestaciones de las «mesas giratorias». Las explicaciones de las causas de estos fenómenos, al igual que el sistema filosófico, sentaron las bases del espiritismo.
Sus investigaciones fueron la base de la publicación en el año 1857 de El libro de los espíritus. Este volumen supone el comienzo del movimiento espiritista contemporáneo. En los años siguientes, Kardec publicó numerosos libros. En 1858 fundó la Revista Espírita, de la que fue director hasta 1869 (año de su muerte).
Muchas personas abrazaron el espiritismo en Europa y en los Estados Unidos como una explicación lógica de la realidad, incluso de temas relacionados con la trascendencia, como Dios y la vida después de la muerte. Miles de sociedades espiritistas fueron creadas en ambos continentes, y en algunos países como España, el espiritismo fue candidato a integrar los programas regulares de segunda enseñanza y de las facultades de ciencias y de filosofía y letras.
El texto principal, más completo e importante sobre la historia del espiritismo se encuentra en el primer capítulo del libro publicado por la Academia Puertorriqueña de la Historia, obra del historiador puertorriqueño Dr. Gerardo Alberto Hernández Aponte, que se titula El espiritismo en Puerto Rico: 1860-1907. Una obra medular, profunda, rigurosa, académica y de consulta obligatoria y de partida para cualquier estudioso que desee conocer la historia del movimiento en Francia, su expansión por España e Iberoamérica, así como sus antecedentes en Estados Unidos.
En España uno de los grandes pioneros del espiritismo fue Luis Francisco Benítez de Lugo y Benítez de Lugo, VIII marqués de la Florida y X señor de Algarrobo y Bormujos, el cual realizó una presentación de una proposición de Ley para la enseñanza oficial del Espiritismo, dando lectura al mismo el 26 de agosto de 1873.

### El espiritismo en elsigloXX

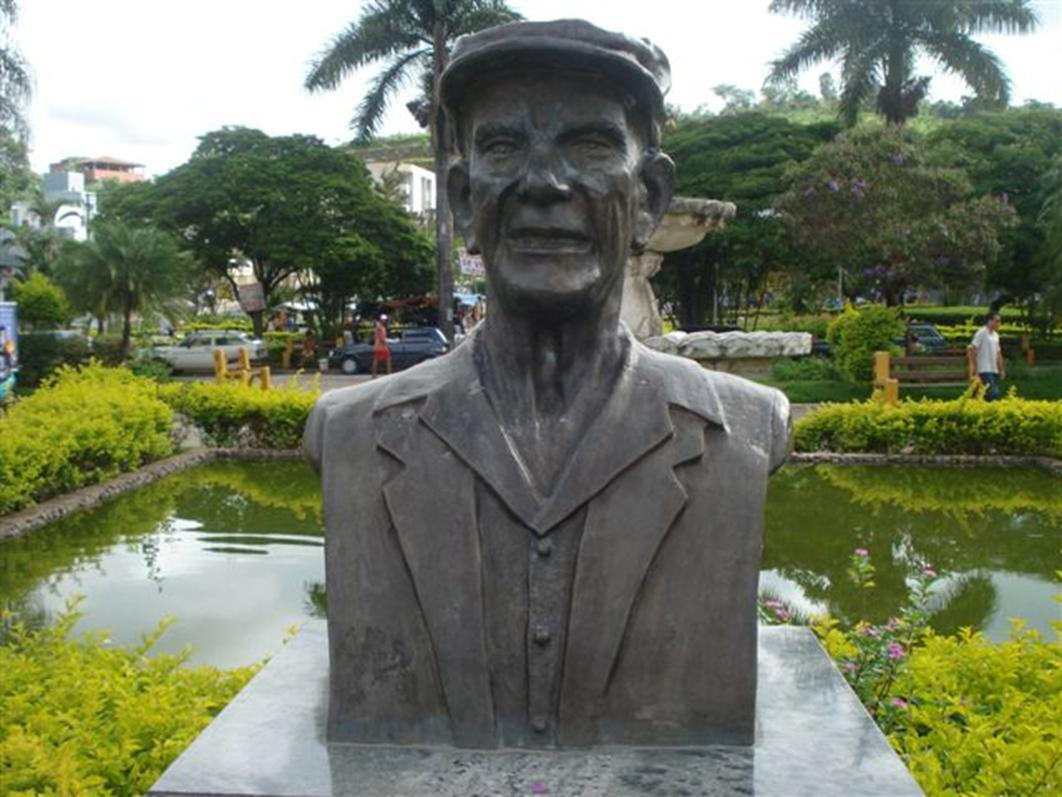
Busto de Chico Xavier (1910-2002). Médium y divulgador del espiritismo en Brasil y en el resto del mundo.

Con el despertar a la revolución industrial, el hombre en Occidente deja a un lado la espiritualidad por la inmediatez de la industria. Con el correr de los años y el sentimiento de vacío interior, el hombre retoma el rumbo que le marca su conciencia.
En Iberoamérica, el espiritismo se expande en una corriente que intenta mantenerse fiel al proyecto inicial de Kardec y otra de carácter netamente religioso.
La primera corriente, con foco en Argentina, postula al espiritismo como ciencia-filosofía-moral. La segunda corriente, con base en Brasil, es de grandes dimensiones y postula al espiritismo como ciencia-filosofía-religión. Su máximo exponente fue Chico Xavier.
Si bien ambas corrientes comparten el mismo nombre «espiritismo», sus desarrollos, proyectos y razonamientos divergen hasta el punto de constituir dos espacios diversos, pero, en lo esencial, no contradictorios.

## Críticas

### El espiritismo como pseudociencia
El espiritismo es considerado una pseudociencia o superstición en los ámbitos científicos y escépticos. El físico y epistemólogo Mario Bunge (1919-2020), en su libro Investigación científica (1969), lo incluye en su listado de pseudociencias por no cumplir con los requisitos básicos de la metodología científica.
El exmago canadiense James Randi describe al escritor escocés sir Arthur Conan Doyle (célebre por sus historias sobre el detective Sherlock Holmes) como «un poco esnob» y opina que su aceptación del espiritismo ―que Randi considera «increíblemente ingenua»― legitimó a esta creencia como religión.

### Espiritismo y espiritualismo

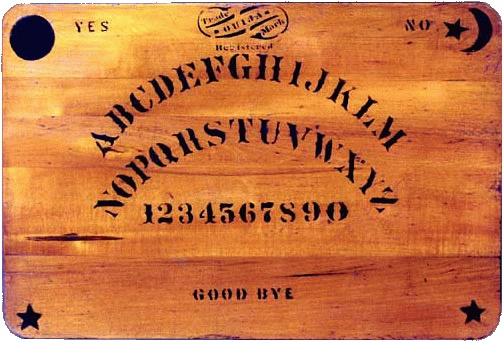
Tablero original de la ouija creado en 1891.

Muchas personas han tenido contacto con prácticas que intentan contactar con los difuntos a través de prácticas adivinatorias, como el juego de la copa o la tabla güija. Los espiritistas o espíritas, sin embargo, afirman que este tipo de sistemas no forman parte del cuerpo doctrinal del espiritismo codificado por Allan Kardec.